# Jan Grudziński
Jan Grudziński (ur. 20 listopada?/3 grudnia 1907 w Kijowie, zginął maj/czerwiec 1940 na Morzu Północnym) – kapitan marynarki Polskiej Marynarki Wojennej. W okresie od 1928 do 1940 służył w Marynarce Wojennej II RP. Od 10 listopada do 13 grudnia 1938 dowodził okrętem pomocniczym ORP „Kujawiak”, zaś podczas II wojny światowej dowodził okrętem podwodnym ORP „Orzeł”.

## Wykształcenie
Jan Grudziński urodził się 3 grudnia 1907 roku w Kijowie jako syn Stanisława i Reginy z Radeckich. Po odzyskaniu przez Polskę niepodległości, pod koniec 1918 roku jego rodzice przeprowadzili się do Lwowa, gdzie w 1921 wstąpił do Korpusu Kadetów Nr I i uzyskał świadectwo dojrzałości. W 1928 ukończył z 16 lokatą toruńską Oficerską Szkołę Marynarki Wojennej i otrzymał promocję oficerską ze starszeństwem z dniem 15 sierpnia 1928 roku. Wraz z nim szkołę ukończył, między innymi, Ludwik Lichodziejewski.
Później, jako oficer służby stałej korpusu morskiego, doskonalił swoje kwalifikacje. Był absolwentem I Kursu Oficerów Broni Podwodnej (1 grudnia 1933 – 31 sierpnia 1934), w roku 1936 odbył miesięczny staż na transatlantyku MS Piłsudski, a w roku 1937 (od 1 lutego do 30 czerwca) II Kursu Oficerów Podwodnego Pływania.

## Służba wojskowa
Początkowo służył w Kadrze Marynarki Wojennej jako dowódca plutonu podchorążych rezerwy. W 1929 na krótko przeniesiony do Flotylli Pińskiej, po czym został dowódcą kompanii artylerii nadbrzeżnej na Helu. Od 1932 służył we Flocie w Gdyni jako zastępca dowódcy okrętu na ORP Podhalanin. W 1934 został dowódcą grupy minowej na ORP „Smok”. W 1936 awansował na stopień kapitana marynarki. W 1938 brał udział przy budowie okrętu podwodnego ORP „Sęp”, po czym dowodził torpedowcem ORP „Kujawiak”. Następnie rozpoczął służbę na okrętach podwodnych. Pod koniec 1938 wyznaczony został zastępcą dowódcy ORP „Sęp”, a na krótko przed rozpoczęciem II wojny światowej przeniesiono go na ORP „Orzeł”.
Podczas kampanii wrześniowej, gdy „Orzeł” przebywał w morzu, w związku ze skomplikowaniem się sytuacji na okręcie, objął dowodzenie okrętem po komandorze podporuczniku Henryku Kłoczkowskim, którego zmuszony był wysadzić na ląd. W tym celu wszedł 14 września „Orłem” do estońskiego Tallinna, gdzie następnego dnia okręt został bezprawnie internowany. Był jednym z inicjatorów próby ucieczki, która powiodła się 17 września i „Orzeł” wyszedł na pełne morze. Wtedy kpt. mar. Jan Grudziński podjął decyzję o kontynuowaniu walki na Bałtyku, a po wyczerpaniu możliwości działań postanowił przejść przez Cieśniny Duńskie do Wielkiej Brytanii. 7 października ORP „Orzeł”, bez map i innych pomocy nawigacyjnych, rozpoczął rejs do Anglii, gdzie dotarł – po pokonaniu Cieśnin Duńskich – 14 października.
W Wielkiej Brytanii kapitan Grudziński, rozporządzeniem Kierownictwa Marynarki Wojennej nr 2 z dnia 21 października 1939 roku, został wyznaczony na dowódcę ORP „Orzeł”, którym, po wykonaniu niezbędnych napraw pod koniec 1939, regularnie chodził na patrole bojowe na Morze Północne. Podczas tych rejsów, w 1940 zatopił duży transportowiec wojska „Rio de Janeiro” i prawdopodobnie jeden mniejszy patrolowiec.
23 maja 1940 ORP „Orzeł” wyszedł, jak się potem okazało, w swój ostatni rejs, podczas którego miał patrolować rejon cieśniny Skagerrak. Od tego czasu stracono jakikolwiek kontakt z okrętem, który zatonął na Morzu Północnym w nieustalonych okolicznościach i dacie. Prawdopodobną przyczyną zatonięcia okrętu było wejście na minę w miejscu nieoznakowanego na mapie brytyjskiego pola minowego. 11 czerwca okręt uznano za stracony, po tym jak w wyznaczonym dniu powrotu 8 czerwca nie pojawił się w porcie Rosyth. Kapitan Grudziński zginął wraz z całą swoją załogą. Wraku okrętu dotąd nie odnaleziono.

## Awanse
Awansował kolejno na stopnie oficerskie:
- podporucznik marynarki – 1928
- porucznik marynarki – 1932
- kapitan marynarki – 1936
- komandor podporucznik – 1940 (pośmiertnie)

## Odznaczenia
Za bohaterstwo wykazane podczas dowodzenia ORP „Orzeł” kapitan marynarki Jan Grudziński został pośmiertnie awansowany do stopnia komandora podporucznika i odznaczony pośmiertnie Złotym Krzyżem Orderu Wojennego Virtuti Militari (1940). Wcześniej nadano mu także Srebrny Krzyż tego orderu (1939) oraz Krzyż Walecznych, Medal Morski i brytyjski Distinguished Service Order. Jest jedynym w historii oficerem Polskiej Marynarki Wojennej, któremu Order Wojenny Virtuti Militari nadano dwukrotnie.
Jego imię nosi jedna z gdyńskich ulic i Szkoła Podstawowa Nr 20 w Gdańsku oraz Szkoła Podstawowa Nr 9 w Szczecinie.